# Góry Wylągowskie
Góry Wylągowskie – dawna wieś, od 1927 część miasta Kazimierz Dolny w Polsce położona w województwie lubelskim, w powiecie puławskim, w gminie Kazimierz Dolny.
Leży w północnej części miasta, wzdłuż długiej, krętej ulicy o nazwie Góry. Przymiotnik Wylągowskie nawiązuje do pobliskiej miejscowości Wylągi.
TERYT wyróźnia współcześnie trzy odrębne części:
- Góry Pierwsze (SIMC 0955970) – zachodnia część, u zbiegu ulicy Góry z ulicą Nadedworce;
- Góry Drugie (SIMC 0955963) – środkowa część, u zbiegu ulicy Góry z ulicą Korzniowy Dół;
- Góry Trzecie (SIMC 0955986) – wschodnia część, u styku ulicy Góry z ulicą Góry Trzecie po granice miasta.

## Historia
Góry Wylągowskie to dawniej samodzielna miejscowość (kolonia). W latach 1867–1927 należała do gminy Celejów w powiecie nowoaleksandryjskim / puławskim, początkowo w guberni lubelskiej, a od 1919 w woj. lubelskim. W 1921 roku liczba mieszkańców wynosiła 48.
31 października 1927, w związku z przywróceniem osadzie Kazimierz Dolny statusu miasta, Góry Wylągowskie wyłączono z gminy Celejów i włączono do nowo utworzonego miasta Kazimierz Dolny.